# 王茂祯
王茂祯（1969年5月—），男，汉族，山东莒县人，中华人民共和国政治人物，中国共产党党员，工学博士学位。

## 人物经历
王茂祯早年在中共山东省委政法委任职，2013年2月，赴同省莱芜市出任该市副市级干部，市政府党组成员，市公安局局长、党委书记、督察长，成为副厅级干部。
2015年6月，成为莱芜市人民政府副市长。在任期间，武树华主管莱芜市公共安全、国家安全、司法、信访、民政、人民武装、军民关系、老龄、仲裁等事务，并主持市公安局工作，此外亦分管该市司法局、市信访局、市民政局、市老龄委办、市仲裁委办。联系市委610办公室、市国家安全局等部门。 
2019年，中华人民共和国国务院同意撤销莱芜市建制，并将其全域并入济南市，王茂祯随即转任山东省公安厅高速公路交通警察总队总队长。2020年，改任山东省公安厅指挥中心主任。
2022年4月，出任济南市人民政府副市长，升任正厅级，同年6月，济南市人大常委会任命王茂祯为济南市公安局局长。